# 单毛毛连菜
单毛毛连菜（学名：Picris hieracioides sp. fuscipilosa）为菊科毛连菜属下的一个亚种。

## 扩展阅读
- 維基物種上的相關：单毛毛连菜